# Kilyana campbelli
Kilyana campbelli là một loài nhện trong họ Zoropsidae.
Loài này thuộc chi Kilyana. Kilyana campbelli được Raven & Stumkat miêu tả năm 2005.